# Jamal Reynolds
Idris Jamal Reynolds (Augusta, 20 febbraio 1979) è un ex giocatore di football americano statunitense che ha militato nel ruolo di defensive end nella National Football League (NFL).

## Carriera
Al college Reynolds giocò a football a Florida State, con cui vinse il campionato NCAA, fu premiato unanimemente come All-American e con il Lombardi Award. Fu scelto come decimo assoluto nel Draft NFL 2001 dai Green Bay Packers. Gli infortuni e l'emergere di Kabeer Gbaja-Biamila, tuttavia, gli impedirono di disputare le prime dieci partite della sua stagione da rookie, conclusa con 4 tackle e 2 sack. L'8 luglio 2004, dopo due stagioni in cui Reynolds ebbe solo 3 sack in 13 partite, i Packers tentarono di scambiarlo con gli Indianapolis Colts, ma l'accordo fu annullato poiché non superò le visite mediche. Dieci giorni dopo, i Packers svincolarono Reynolds, il quale finì ai Cleveland Browns, che tentarono di salvare la sua ancora giovane carriera. Fu però svincolato prima dell'inizio della stagione regolare e non giocò più nella NFL.